# 瀧川花音
瀧川 花音（たきがわ かのん、1993年7月7日 - ）は、日本の元AV女優。
愛知県出身。ツートッププロに所属していた。

## 略歴・人物
2012年にAVデビュー。
特技の陸上競技で鍛えた引き締まった体型と高身長が特徴で、女子高生やアスリート役での出演が多い。
2014年4月末にて引退。

## 作品

### アダルトDVD
2012年
- 群馬で見つけた居酒屋店員はトップアスリートだった!（11月8日、AKNR）
- 快楽地獄 M男エステ（12月7日、OFFICE K'S）
- 通常業務でも股間に触れる事が出来ないウブな看護実習生は、勃起チ○コを見たとたん恥じらいながらも手厚く介護したい衝動に駆られる（12月11日、プレステージ）
- 黒パンストとネットリ接吻と本イキ性交（12月20日、AKNR）
- 女子校生登下校痴漢 美少女に勃起チ○コを擦りつけたら発情しちゃって生中出し！（12月20日、LOTUS）
- JKおまんこおっぴろげオナニー（12月21日、OFFICE K'S）
- 謝礼を払うのでマッサージ器のモニタリングをアナタの身体で試させて下さい! vol.1（12月21日、プレステージ）
- 真面目な部活少女がSEXに夢中になっちゃいました…。 花音さん（12月25日、オーロラプロジェクト・アネックス）

2013年
- 「新・間違えたフリして女子校通学バスに乗り込んでヤられた」 VOL.4（1月10日、DANDY）
- 処女生徒会長 初めての人は絶対君って決めてたけど…ごめんね…私濡れてる! 映画館で、彼氏の隣で、というエロ少女漫画的シチュエーションが、痴漢の恐怖とは裏腹に青い性欲を際限なく高める―。（1月10日、東京ティンティン+）
- M男の仮想風俗店シリーズ 女子校生脚責め倶楽部（1月18日、OFFICE K'S）
- 名門お嬢様学校 制服狩り失神痴漢 3（1月24日、ナチュラルハイ）
- 罠に堕ちたアスリート美人・ゆかり 推薦入社の代償は極限の羞恥と凌辱…。（1月25日、オーロラプロジェクト・アネックス）
- 中央区八重洲OL専門脚ツボ施術院（2月1日、変態紳士倶楽部）
- 競泳水着の女（2月7日、AKNR）
- 拘束されて全く抵抗できない女をぐったりするまで犯しまくる!（2月25日、ダスッ!）
- ガンギマリ洗脳 〜完璧アスリートボディの激しすぎる中出しSEX〜 （3月1日、ジェントルマン）
- ち○ぽ洗い屋のお仕事 12（3月7日、SODクリエイト）
- 接吻中毒（3月7日、AKNR）
- 陸上部キャプテン瀧川花音の引き締まったカラダと底なしの性欲を貪る濃厚な性行為（3月8日、NON）
- 女子校生オマンコ見せつけクンニ（3月15日、OFFICE K'S）
- 女子校生15人オマ○コ指入れぴちゃぴちゃ自画撮りオナニー vol.10（3月20日、プリモ）
- SODに応募して来た「痴漢願望」のあるモデル級スレンダー若妻にガチンコ痴漢敢行! ガニ股、失禁、イキ潮 人生初のドMプレイに大満足!（3月23日、SODクリエイト）
- （新）クリトリスの皮を剥いて豆いぢり（3月25日、アロマ企画）
- 親族相姦 きれいな叔母さん（4月1日、VENUS）
- 部活系美少女2名の股間を中心としたアングルや濃厚フェラをオイルたっぷりな3Pで膣内射精と共に楽しんだ。（4月5日、NON）
- 止まらない…超大量潮吹き（4月11日、SODクリエイト）
- 妹はトップアスリート（4月11日、ディープス）
- 2段ベッドが揺れるほど感じる姉の喘ぎ声を聞いて発情しだす妹 7（4月11日、ナチュラルハイ）
- 体育会系筋肉陸上少女は鬼コーチのセクハラにドスケベに目覚め狂ったようにイキまくる（4月11日、ヒビノ）
- 本気で求める（4月11日、AKNR）
- なぜお姉さんはディープキスだけじゃ満足できないのですか? オナニーしてクンニまでおねだりするなんて…（4月13日、アロマ企画）
- 制服種付けセレクション 6（4月13日、HERO）
- 今までセックスには興味を示さなかったガリ勉の妹に遊び半分でウワサのアノ薬を盛ったら、驚くほど効いちゃって妹はマンホジで漏らしながら俺の勃起したチ○ポに喰らいついて離さなくて困った（4月19日、NON）
- 世界で一番母乳が出る女の子（4月19日、ROCKET）※「上馬麻里子」名義
- イケない調教。調教記録ビデオ（5月9日、SODクリエイト）
- 示談性交 標的にされたインストラクター（5月10日、Up'S）
- おさななじみっ!（5月13日、HERO）
- 妊娠してもいいから中に出して（5月16日、グローリークエスト）
- 未成年ウェディング 親の借金で籍を買われて合法的に犯される純白の…（5月19日、CROSS）
- 無理…絶対声出ちゃうよ!（5月23日、AKNR）
- この状況で大きくなるなんて社会人失格ではないですか?（5月24日、BALTAN victoria）
- 幼●時代 02 穢れを知らない黒髪少女の無防備すぎる純白パンツ（6月7日、ワープエンタテインメント）
- 若妻ハメ撮りドキュメント ～リアルSEX～ やらしい透明感。（6月7日、マドンナ）
- A●B秋●才加激似！制服少女狩り File.17 瀧川花音（6月13日、HERO）
- 万引きの代償 監禁若妻ペット（6月13日、溜池ゴロー）
- 縛られたがる女子校生（6月14日、REAL）
- 瀧川花音の馬乗り痴女（6月20日、AKNR）
- ハイスペック美女と超ご都合主義SEX！ありえない夢のような4つのシチュエーション（6月20日、イフリート）
- カラダが卑猥なオンナと性交（6月21日、ドリームチケット）
- つい先日まで綿パンを履いていた妹がTバックに…。見てしまった俺は、思わずフル勃起。妹にも見られて最悪だと思いきや、妹がヨダレを垂らしながら美味しそうにチ○ポに喰らいついてきてしまった件（6月21日、NON）
- S-Cute Girls（7月1日、S-Cute）
- 応募即撮りH系 7（7月5日、NON）
- 淫語で男を感じさせる 瀧川花音（7月6日、AKNR）
- 新任教育実習生 瀧川花音 マシンバイブ調教×催淫三角木馬×危険日中出し15連発 そのすべてで潮！潮！潮！3（7月6日、サディスティックヴィレッジ）
- アスリートマニア19 ～陸上編～（7月7日、ミル）
- 新妻ペット（7月13日、溜池ゴロー）
- ムラムラしすぎて困ります。（7月19日、乱丸）
- 義理の父親（7月19日、VENUS）
- 体育会系部活少女 陸上部 かのん（7月25日、ラマ）
- 制服ナマ姦女子●生 瀧川花音 18歳 スレンダースポーツ体型（7月26日、宇宙企画）
- 女子アスリート汗だく性交（7月26日、EROTICA）

### アダルトサイト
- 花音(19)（出会い系素人）
- S-Cute No.298 Kanon（19歳）（S-Cute）
- KANAKO(20)（すっごくカラダのE子ちゃん）
- Tokyo247 No.439 瀧川花音 19歳（Tokyo247）
- みえこ(20)（応募即撮りH系）